# Rahmenmarke
Rahmenmarken sind Randmarken auf Luftbildern.
Sie sind im Anlegerahmen angebracht und werden zusammen mit der Belichtung des Films belichtet. Am Anlegerahmen gibt es zudem verschiedene Nebenabbildungen wie Kammerkonstante, auch Kamerakonstante genannt, Bildnummer und Uhrzeit der Aufnahme.